# Karolina Targosz
Karolina Targosz (ur. 22 września 1938 w Krakowie) - historyk, historyk nauki.  Absolwentka Uniwersytetu Jagiellońskiego - mgr historii (1961), mgr historii sztuki (1962), dr nauk humanistycznych w zakresie historii kultury (1965), od 1962 pracownik naukowy w Zakładzie, obecnym Instytucie Historii Nauki PAN – dr habilitowany z zakresu historii nauki, prof. nadzwyczajny (1988), prof. PAN (1997), długoletni członek Komitetu Historii Nauki i Techniki PAN i Komisji Historii Nauki PAU.

## Zainteresowania badawcze.
Prowadzi badania w zakresie historii kultury, zwłaszcza historii nauki w XVII w. – mecenatu monarszego, stosunków intelektualnych Polski z Włochami, Francją i Niderlandami, powiązaniami nauki i sztuki, aspiracjami intelektualnymi kobiet ze środowisk dworskich, a także w zakresie historii teatru w średniowieczu i czasach nowożytnych.
Autorka stu publikacji, w tym dwunastu książek. Najważniejsze z nich to: Teatr dworski Władysława IV (1965), Uczony dwór Ludwiki Marii Gonzagi (1646-1667) (1975), La cour savante de Louise-Marie de Gonzague (1982), Jan Heweliusz uczony-artysta (1979, 1986), Jan III Sobieski mecenasem nauk i uczonych (1991), Korzenie i kształty teatru (1995). Rozprawy i artykuły były publikowane w kraju i zagranicą w: „Kwartalniku Historii Nauki i Techniki”, „Pamiętniku Teatralnym”, „Biuletynie Historii Sztuki”, „Baroku”, „Revue d’Histoire du Théâtre”, Revue d’Histoire des Sciences”, „Annali dell’Istituto e Museo di Storia della Scienza”, „Epistemologia”.

## Ważniejsze prace
- Teatr dworski Władysława IV (1965)
- Uczony dwór Ludwiki Marii Gonzagi (1646-1667) (1975)
- La cour savante de Louise-Marie de Gonzague (1982)
- Jan Heweliusz uczony-artysta (1979, 1986)
- Jan III Sobieski mecenasem nauk i uczonych (1991, Wyd. 2 poprawione 2012,  Muzeum Pałacu w Wilanowie)
- Korzenie i kształty teatru (1995)